# Paleotermómetro
Un paleotermómetro es una metodología que proporciona una estimación de la temperatura ambiente en el momento de formación de un material natural. La mayoría de los paleotermómetros se basan en relaciones proxy calibradas empíricamente, como el anillo de árbol o los métodos TEX86. Los métodos isotópicos, como el método δ18O o el método de isótopos agrupados, pueden proporcionar, al menos en teoría, mediciones directas de la temperatura.

## Paleotermómetros más comunes

### δ18O
La relación isotópica de 18O a 16O, generalmente en pruebas de foros o núcleos de hielo. Valores altos significan temperaturas bajas. Confundido por el volumen de hielo: más hielo significa valores más altos δ18O.
El agua del océano está compuesta principalmente de H216O, con pequeñas cantidades de HD16O y H218O. En agua de océano media estándar (SMOW), la relación entre D y H es {\displaystyle 155,8*10^{-6}} y 18O/ 16O es  {\displaystyle 2005*10^{-6}}. El fraccionamiento ocurre durante los cambios entre las fases condensada y de vapor: la presión de vapor de los isótopos más pesados es menor, por lo que el vapor contiene relativamente más isótopos más ligeros y cuando el vapor se condensa, la precipitación contiene preferentemente isótopos más pesados. La diferencia con SMOW se expresa como:
{\displaystyle \delta {\ce {^{18}O}}=1000\times \left[{\ce {{\frac {^{18}O}{^{16}O}}}}{\Bigg /}\left({\ce {{\frac {^{18}O}{^{16}O}}}}\right)_{{\ce {SMOW}}}-1\right]} ;
y una fórmula similar para δD. Los valores de δ18O para la precipitación son siempre negativos. La principal influencia sobre δ18O es la diferencia entre las temperaturas del océano donde se evapora la humedad y el lugar donde ocurrie la precipitación final; dado que las temperaturas del océano son relativamente estables, el valor de δ   refleja principalmente la temperatura donde se produce la precipitación. Teniendo en cuenta que la precipitación se forma por encima de la capa de inversión, nos queda una relación lineal:
{\displaystyle \delta {\ce {^{18}O}}=aT+b}
que se calibra empíricamente a partir de mediciones de temperatura y δ18O como a = 0,67 ‰/oC para Groenlandia y 0,76 ‰/oC para la Antártida Oriental. La calibración se realizó inicialmente sobre la base de variaciones espaciales de temperatura y se supuso que éstas correspondían a variaciones temporales. Más recientemente, la termometría de pozo ha demostrado que para las variaciones glacial-interglaciales, a = 0,33 ‰/oC, lo que implica que los cambios de temperatura glacial-interglacial fueron dos veces mayores de lo que se creía anteriormente.

### Mg/Ca y Sr/Ca
El magnesio (Mg) se incorpora como un oligoelemento a las conchas de calcita de los foraminíferos planctónicos y bentónicos. Debido a que la incorporación de Mg como impureza en la calcita es endotérmica, se incorpora más al cristal en crecimiento a temperaturas más altas. Por lo tanto, una relación Mg/Ca alta implica una temperatura alta, aunque los factores ecológicos pueden confundir la señal. El Mg tiene un largo tiempo de residencia en el océano, por lo que es posible ignorar en gran medida el efecto de los cambios en el Mg/Ca del agua de mar en la señal. Las relaciones Mg/Ca a veces pueden subestimar las temperaturas del agua de mar debido a la disolución de las conchas de los foraminíferos, lo que reduce los valores de Mg/Ca.
El estroncio (Sr) se incorpora en la aragonita del coral, y está bien establecido que la relación precisa Sr/Ca en el esqueleto del coral muestra una correlación inversa con la temperatura del agua de mar durante su biomineralización.

### Alquenones
Las distribuciones de moléculas orgánicas en los sedimentos marinos reflejan la temperatura.

### Fisonomía de las hojas
Los tamaños característicos de las hojas, sus formas y la prevalencia de rasgos como las puntas de goteo difieren entre los bosques tropicales (muchas especies con hojas grandes con bordes lisos y puntas de goteo) y los bosques templados caducifolios (las clases de tamaño de hojas más pequeñas son comunes, bordes dentados comunes), y a menudo varía continuamente entre sitios a lo largo de gradientes climáticos, como de climas cálidos a fríos, o de precipitaciones altas a bajas. Esta variación entre sitios a lo largo de gradientes ambientales refleja compromisos adaptativos por parte de las especies presentes para equilibrar la necesidad de capturar energía luminosa, gestionar la ganancia y pérdida de calor, mientras se maximiza la eficiencia del intercambio de gases, la transpiración y la fotosíntesis. Los análisis cuantitativos de la fisonomía de las hojas de la vegetación moderna y las respuestas climáticas a lo largo de gradientes ambientales han sido en gran medida univariados, pero los enfoques multivariados integran múltiples caracteres foliares y parámetros climáticos. La temperatura se ha estimado (con diversos grados de fidelidad) utilizando la fisonomía de las hojas para las floras foliares del Cretácico tardío y del Cenozoico, utilizando principalmente dos enfoques principales:

#### Análisis del margen foliar (LMA)
Un enfoque univariado que se basa en la observación de que la proporción de especies de dicotiledóneas leñosas con márgenes foliares lisos (es decir, sin dientes) (0 ≤ Pmargin ≤ 1) en la vegetación varía proporcionalmente con la Temperatura Media Anual (MAT). Se requiere que la flora fósil esté segregada en morfotipos (es decir, especies), pero no requiere su identificación. La ecuación de regresión LMA original se derivó para los bosques del este de Asia y es:
| MAT = 1.141 +(30.6 × Pmargin), standard error ± 2.0 °C | \| \| \| \| \| \| \| \| | (1) |
|                                                        |                         |     |
|                                                        |                         |     |

El error de estimación de LMA se expresa como error de muestreo binomial: 
| {\displaystyle \sigma \lbrack {\text{LMA}}\rbrack =c{\sqrt {\frac {P_{\text{margin}}(1-P_{\text{margin}})}{r}}}} | \| \| \| \| \| \| \| \| | (2) |
| |                         |     |
| |                         |     |

donde c es la pendiente de la ecuación de regresión LMA, Pmargin  como se usa en (1), y r es el número de especies calificadas para el tipo de margen foliar para la flora foliar fósil individual. Se han obtenido calibraciones LMA para las principales regiones del mundo, incluidas América del Norte, Europa, América del Sur, y Australia. Los ambientes ribereños y de humedales tienen una ecuación de regresión ligeramente diferente, porque tienen proporcionalmente menos plantas de márgenes suaves. La ecuación es:
| MAT = 2.223 +(36.3 × Pmargin), E.E. ± 2.0 °C | \| \| \| \| \| \| \| \| | (1′) |
|                                              |                         |      |
|                                              |                         |      |

#### CLAMP (Programa multivariado de análisis foliar climático)
CLAMP es un enfoque multivariado basado en gran medida en un conjunto de datos de vegetación principalmente del hemisferio occidental, posteriormente agregado con conjuntos de datos de vegetación regional mundial adicional.  Se utiliza el análisis de correlación canónica combinando 31 caracteres de las hojas, pero el tipo de margen de la hoja representa un componente importante de la relación entre los estados fisonómicos y la temperatura. Utilizando CLAMP, el MAT se estima con pequeños errores estándar (por ejemplo, CCA ± 0,7–1,0 °C). Se pueden estimar parámetros de temperatura adicionales utilizando CLAMP, como la temperatura media del mes más frío (CMMT) y la temperatura media del mes más cálido (WMMT), que proporcionan estimaciones de las condiciones medias de invierno y verano, respectivamente.

### Analogía relativa viva más cercana / análisis de coexistencia
Ciertas plantas prefieren determinadas temperaturas; si se encuentra su polen, se puede calcular la temperatura aproximada.

### Enlaces13C-18O en carbonatos
Existe una ligera tendencia termodinámica entre los isótopos pesados, en donde estos forman enlaces entre sí, que es superior a lo que se esperaría de una distribución estocástica o aleatoria de la misma concentración de isótopos. El exceso es mayor a bajas temperaturas (ver ecuación de Van't Hoff), y la distribución isotópica se vuelve más aleatoria a temperaturas más altas. Junto con el fenómeno estrechamente relacionado del fraccionamiento de isótopos en equilibrio, este efecto surge de las diferencias en la energía del punto cero entre los isotopólogos. Los minerales carbonatados como la calcita contienen grupos CO32− que pueden convertirse en gas CO2 mediante reacción con ácido fosfórico concentrado. El gas CO2 se analiza con un espectrómetro de masas para determinar la abundancia de isotopólogos. El parámetro Δ47 es la diferencia medida en la concentración entre isotopólogos con una masa de 47 u (en comparación con 44) en una muestra y una muestra hipotética con la misma composición isotópica en masa, pero una distribución estocástica de isótopos pesados. Los experimentos de laboratorio, los cálculos de mecánica cuántica y las muestras naturales (con temperaturas de cristalización conocidas) indican que Δ 47 está correlacionado con el cuadrado inverso de la temperatura. Por tanto, las mediciones de Δ47 proporcionan una estimación de la temperatura a la que se formó un carbonato. La paleotermometría 13C-18O no requiere conocimiento previo de la concentración de 18O en el agua (lo que sí requiere el método δ18O). Esto permite aplicar el paleotermómetro 13C-18O a algunas muestras, incluidos carbonatos de agua dulce y rocas muy antiguas, con menos ambigüedad que otros métodos basados en isótopos. Actualmente, el método está limitado por la muy baja concentración de isotopólogos de masa 47 o superior en el CO2 producido a partir de carbonatos naturales, y por la escasez de instrumentos con conjuntos de detectores y sensibilidades adecuados. El estudio de estos tipos de reacciones de ordenamiento isotópico en la naturaleza a menudo se denomina geoquímica de "isótopos agrupados" .  